# Chrysopogon verticillatus
Chrysopogon verticillatus är en gräsart som först beskrevs av William Roxburgh, och fick sitt nu gällande namn av Carl Bernhard von Trinius och Ernst Gottlieb von Steudel. Chrysopogon verticillatus ingår i släktet Chrysopogon och familjen gräs. Inga underarter finns listade i Catalogue of Life.